# Anteliaster microgenys
Anteliaster microgenys är en sjöstjärneart som beskrevs av Fisher 1928. Anteliaster microgenys ingår i släktet Anteliaster och familjen Pedicellasteridae.

## Underarter
Arten delas in i följande underarter:
- A. m. nannodes
- A. m. microgenys